# Мале Чеменево
Мале Чеме́нево (рос. Малое Чеменево, чув. Кĕçĕн Чемен) — присілок у складі Батиревського району Чувашії, Росія. Входить до складу Сігачинського сільського поселення.
Населення — 153 особи (2010; 164 у 2002).
Національний склад:
- чуваші — 90 %